# Państwowy Uniwersytet Medyczny w Erywaniu im. Mkhitara Heratsiego

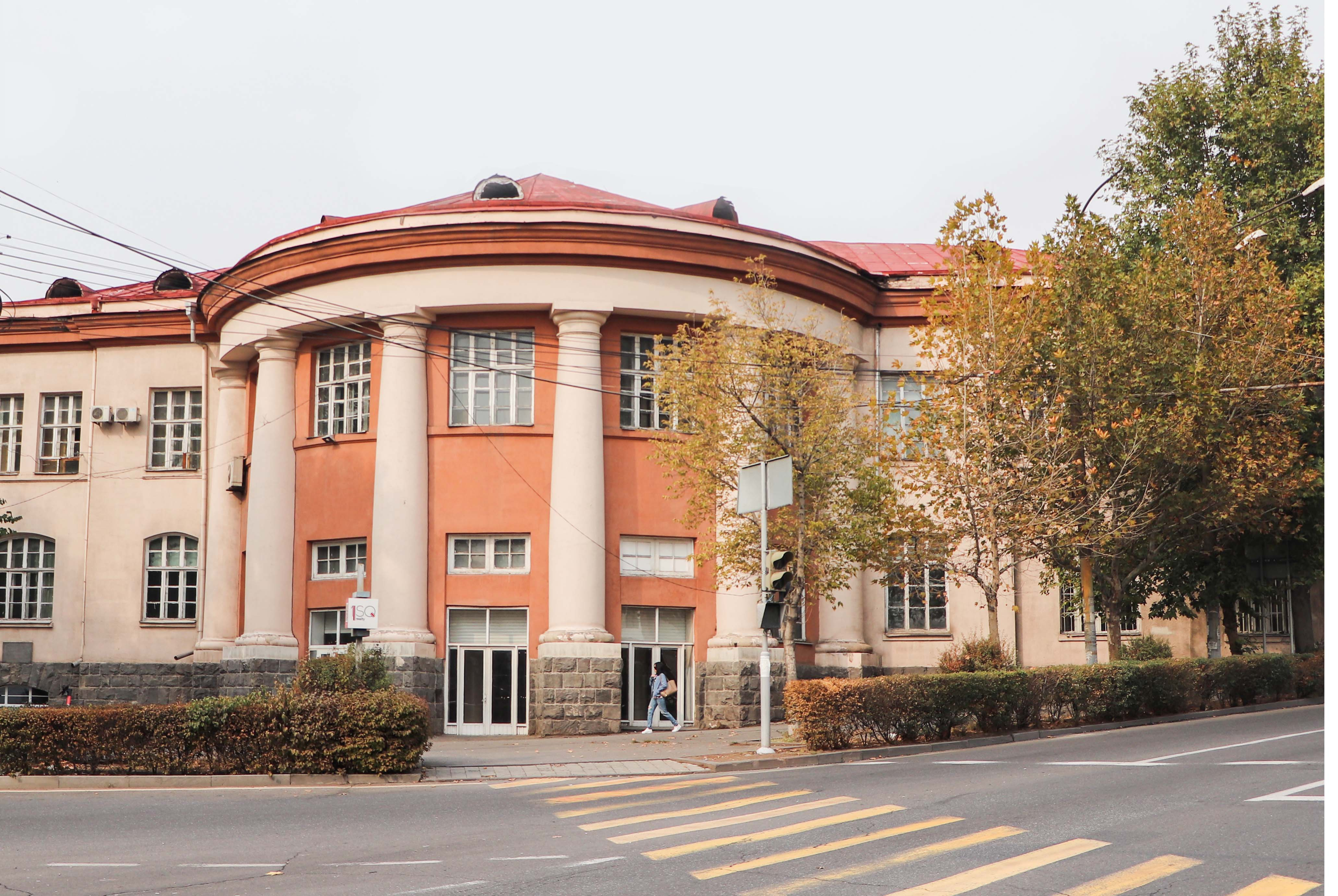
Budynek Anatomicum

Państwowy Uniwersytet Medyczny w Erywaniu im. Mkhitara Heratsiego (orm. Երեվանի Մխիթար Հերացու անվան Պետական Բժշկական Համալսարան, YSMU) – ormiańska uczelnia medyczna z siedzibą w Erywaniu. Na uniwersytecie kształci się 6360 studentów, w tym 1800 studentów zagranicznych.
Patronem uczelni jest Mkhitar Heratsi – ormiański lekarz z XII wieku, nazywany „ojcem ormiańskiej medycyny”.

## Historia
W 1920 r. został otwarty wydział lekarski Państwowego Uniwersytetu w Erywaniu. W roku 1930 z wydziału uformowano Państwowy Instytut Medyczny w Erywaniu. W 1995 r. Instytut został przekształcony w uniwersytet, któremu nadano obecną nazwę.

## Struktura
Uniwersytet składa się z 5 wydziałów:
- Wydział lekarski (Ընդհանուր բժշկության ֆակուլտետ)
- Wydział zdrowia publicznego (Հանրային առողջության ֆակուլտետ)
- Wydział lekarsko-stomatologiczny (Ստոմատոլոգիական ֆակուլտետ)
- Wydział wojskowo-lekarski (Ռազմաբժշկական ֆակուլտետ)
- Wydział farmaceutyczny (Դեղագիտական ֆակուլտետ)